# Valtavaara
Valtavaara är ett berg i Finland. Det ligger i Kuusamo stadskommun och landskapet Norra Österbotten, i den nordöstra delen av landet, 700 km norr om huvudstaden Helsingfors. Toppen på Valtavaara är 492 meter över havet. Berget ligger i Valtavaara-Pyhävaara naturskyddsområde invid skidorten Ruka.
Terrängen runt Valtavaara är platt. Runt Valtavaara är det mycket glesbefolkat, med 2 invånare per kvadratkilometer.